# Nisaf
Nisaf (tiếng Ả Rập: نيصاف, cũng đánh vần Nasaf) là một ngôi làng ở miền bắc Syria, một phần hành chính của Tỉnh Hama, nằm ở phía tây Hama. Các địa phương gần đó bao gồm Kafr Kamrah ở phía đông nam, Baarin và Taunah ở phía đông, al-Bayyadiyah ở phía đông bắc, al-Suwaydah ở phía bắc và Ayn Halaqim ở phía tây. Theo Cục Thống kê Trung ương Syria, Nisaf có dân số 4.048 trong cuộc điều tra dân số năm 2004. Cư dân của nó chủ yếu là Alawites. Hội đồng quản trị địa phương cho Nisaf được thành lập vào năm 1977 và nó đã trở thành một hội đồng làng vào năm 1999.